# Heinz Ziegner
Heinz Ziegner (* 13. Juli 1928 in Annarode; † 23. Dezember 2015 ebenda) war ein deutscher SED-Funktionär. Von 1974 bis 1989 war er Erster Sekretär der SED-Bezirksleitung Schwerin.

## Leben
Er wurde in eine Arbeiterfamilie geboren und besuchte die Mittelschule. Nach dem Ende des Zweiten Weltkriegs trat der Landarbeiter 1945 in die SPD ein, die 1946 mit der KPD zur SED zwangsvereinigt wurde. 1945 wurde er Angestellter des Rat des Kreises im Kreis Hettstedt und dort bis 1949 Leiter des Statistischen Kreisamtes. Weiterhin wurde er 1946 Mitglied des FDGB und der FDJ. In dieser Zeit leitete er auch die örtliche Grundorganisation der SED und war bis 1948 auch Mitglied der FDJ-Leitung im Annarode.
In der Zeit 1949 bis 1950 wirkte er als Abteilungsleiter in der SED-Kreisleitung Hettstedt. 1950 wurde er in den Kreis Salzwedel versetzt, wo er bis 1953 als Abteilungsleiter und später als 1. Sekretär der SED-Kreisleitung tätig war. 1954 übernahm er die gleiche Position im Kreis Schönebeck. Noch im gleichen Jahr wurde er zum 1. Sekretär der FDJ-Bezirksleitung des Bezirks Magdeburg ernannt.
Von 1974 bis zur politischen Wende 1989 war er 1. Sekretär der SED-Bezirksleitung des Bezirks Schwerin. Von 1971 bis 1989 war er auch Abgeordneter der Volkskammer. 1974 wurde er mit dem Orden Banner der Arbeit ausgezeichnet, 1984 mit dem Vaterländischen Verdienstorden in Gold. Zu einer Protestdemonstration in Schwerin auf dem Alten Garten am 23. Oktober 1989 äußerte er: „Für Ratschläge, die darauf zielen, den Sozialismus zu beseitigen, haben wir keine Zeit und kein Ohr“. Ziegner galt als wenig gewinnender Apparatschik.
Sein Mandat musste er am 16. November 1989 nach einem Fraktionsbeschluss, gemeinsam mit Hans Albrecht, Hermann Axen, Hans-Joachim Böhme, Johannes Chemnitzer, Friedrich Dickel, Horst Dohlus, Kurt Hager, Joachim Herrmann, Margot und Erich Honecker, Günther Kleiber, Werner Krolikowski, Ingeburg Lange, Erich Mielke, Günter Mittag, Erich Mückenberger, Alfred Neumann, Alfred Rohde, Horst Schumann, Horst Sindermann, Willi Stoph, Ernst Timm, Harry Tisch, Werner Walde und Herbert Ziegenhahn aufgeben.